# Fagottini

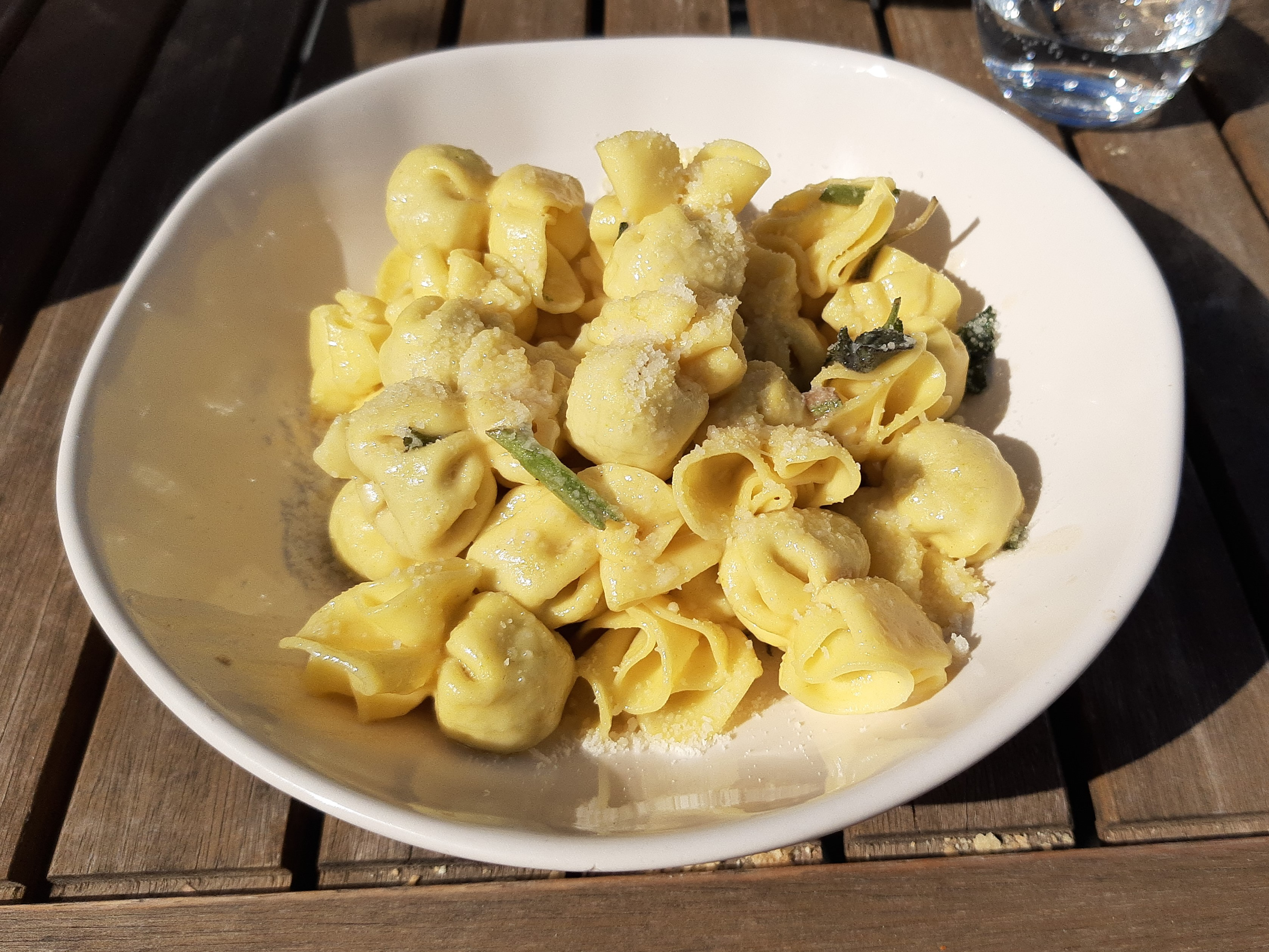
Fagottini.

Fagottini (italsky: malé svazky) je druh plněných těstovin.

## Výroba
Fagottini se vyrábí rozřezáním plátků těstovinového těsta na čtverce, položením náplně na čtverec a přeložením rohů tak, aby se stýkaly v jednom místě.

## Náplně
Obvykle se plní zeleninou, typicky dušenou mrkví a zelenými fazolkami, ricottou, cibulí a olivovým olejem.